# Georges Flachaire
Georges Charles Marie François Flachaire (1892-1973) est un as de l'aviation de la Première Guerre mondiale, avec 8 victoires en combat aérien.

## Biographie
Ingénieur civil, Georges Flachaire rejoint le 2e Groupe d'aviation en 1914. Il rejoint l'escadrille 67 en 1915, où il pilotera des appareils Nieuport, d'abord biplace puis le modèle de combat monoplace. Ses victoires au combat lui valent la médaille militaire en mai 1916,. Il partage sa victoire suivante en juillet 1916 avec les pilotes Georges Lachmann et Jean Matton. Il remporte trois autres victoires de septembre à novembre, puis une huitième le 17 août 1917.
À l'escadrille 67, il partage également une de ses victoires avec le sous-lieutenant Marcel Viallet.
En 1918, il part aux États-Unis où il est chargé de travailler sur le développement de stratégies aériennes pour les forces alliées.

## Distinctions
Chevalier de la Légion d'honneur (18 novembre 1916)

 Médaille militaire (10 mai 1916)

 Croix de guerre 1914–1918 (10 mai 1916)

 Croix militaire (Royaume-uni, 1917)

## Ouvrages de référence
- (en) Norman Franks, Nieuport aces of World War 1, Oxford England, Osprey, coll. « Osprey aircraft of the aces » (no 33), 2000, 100 p. (ISBN 978-1-85532-961-4).